# Hendricks megye
Hendricks megye az Amerikai Egyesült Államokban, azon belül Indiana államban található. Megyeszékhelye Danville, legnagyobb városa Plainfield. Lakosainak száma 174 788 fő (2020. április 1.). Hendricks megye Boone, Marion, Morgan, Montgomery és Putnam megyékkel határos.

## Népesség
A megye népességének változása:
| Lakosok száma | 145 880 | 148 606 | 150 808 | 153 879 | 158 192 | 174 788 |
|               | 2010    | 2011    | 2012    | 2013    | 2015    | 2020    |